# 빌라 데스테

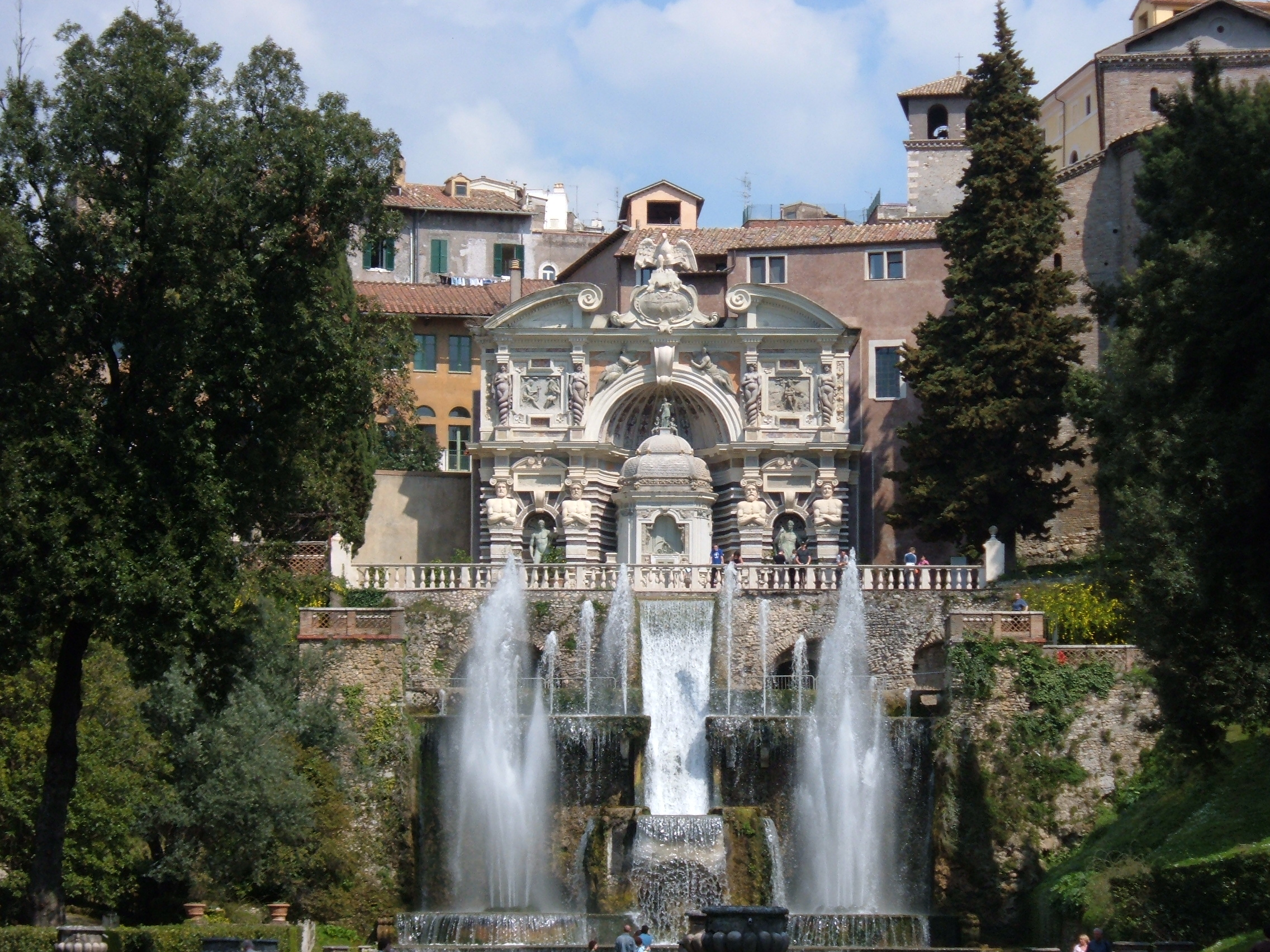
빌라데스테

빌라 데스테(Villa d'Este)는 이탈리아 로마 주변 티볼리에 있는 16세기 빌라이다. 이탈리아의 박물관이자 세계 문화 유산으로 등록되어 있으며 특히 분수로 유명하다. 이폴리토 2세가 건축한 것으로 알려져 있다.

## 빌라

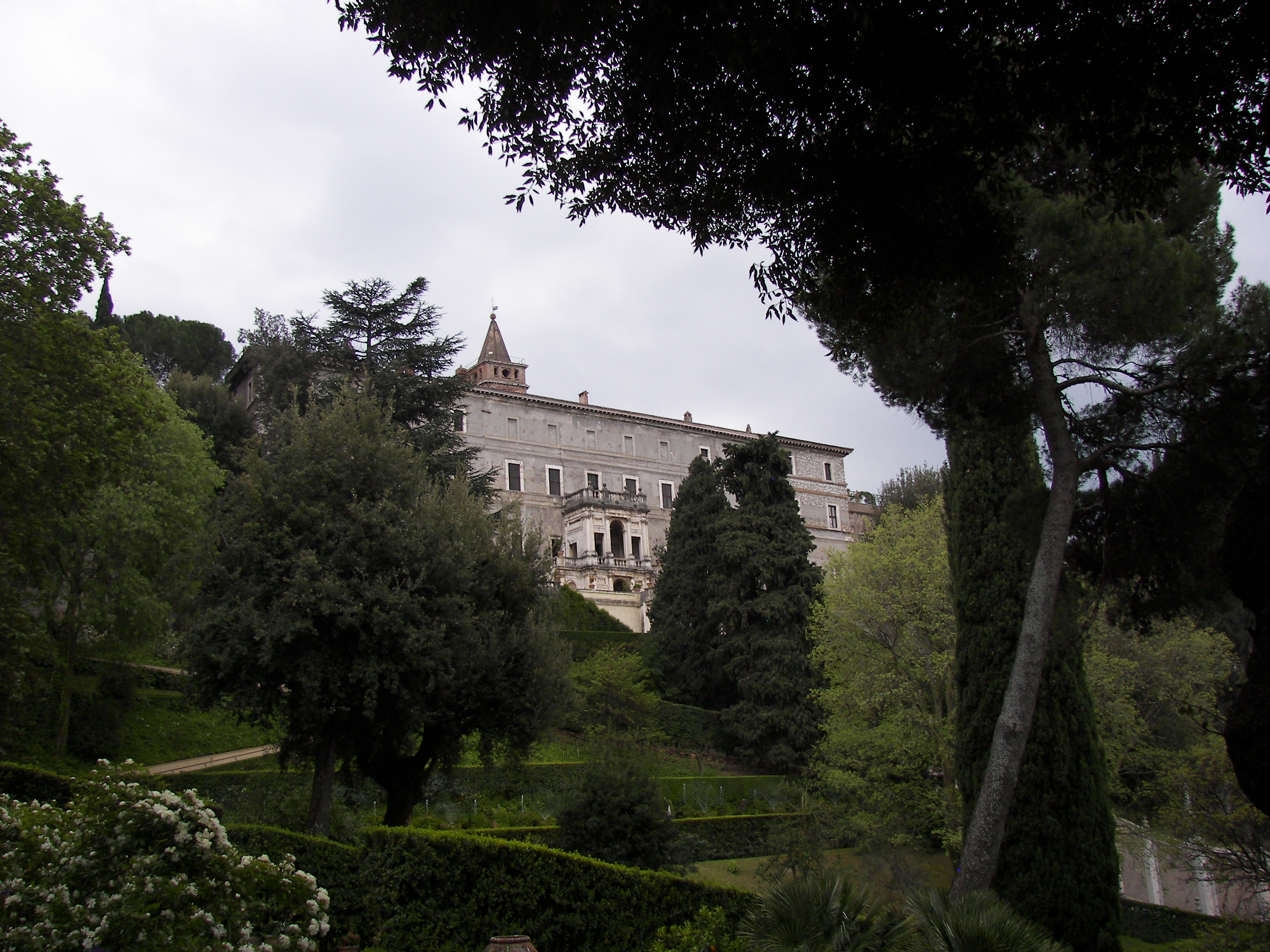
정원에서 본 빌라
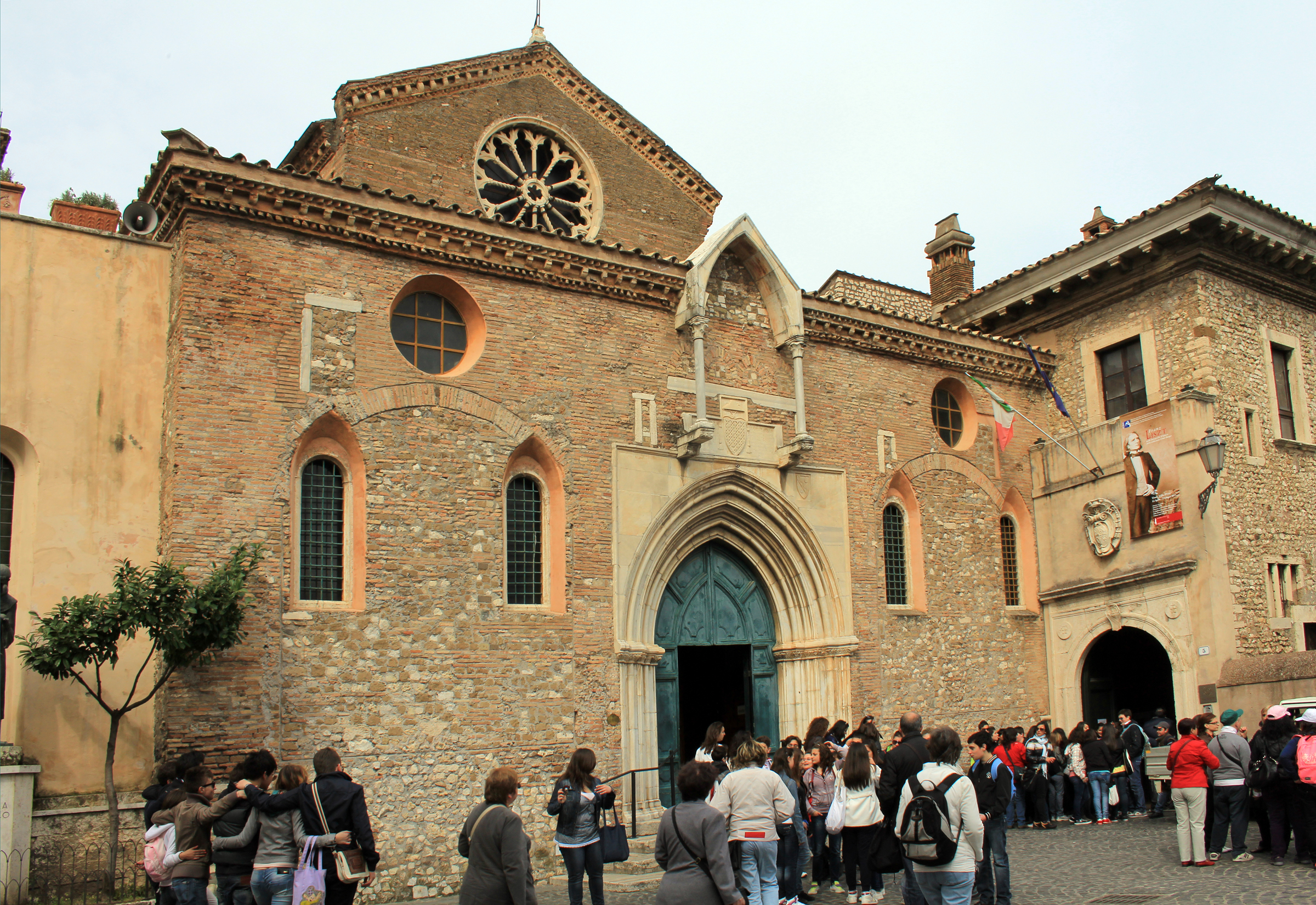
산타 마리아 마조레 교회 옆에 있는 소박한 현대식 빌라 입구
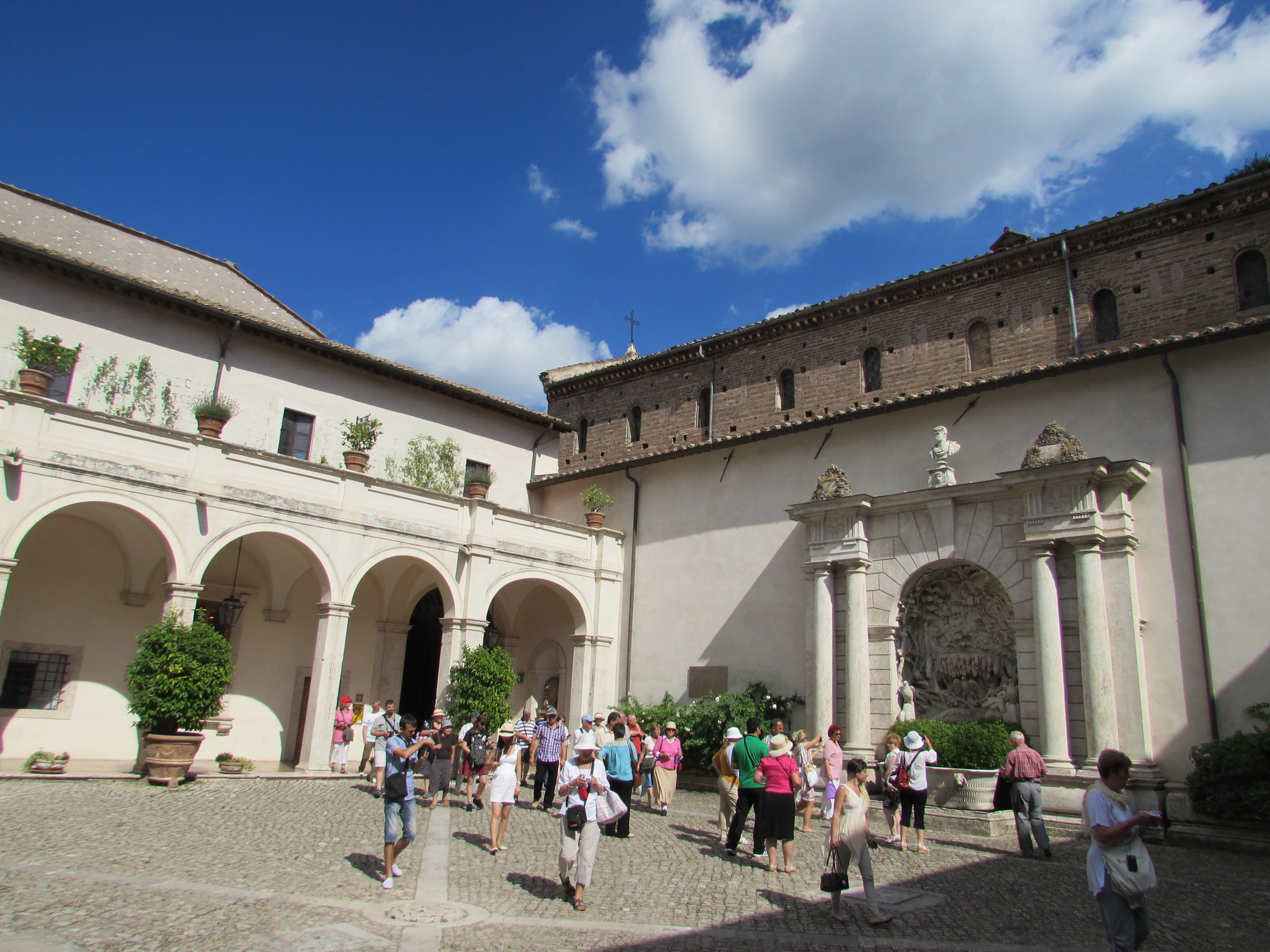
빌라의 안뜰은 원래 수녀원의 회랑이었다.
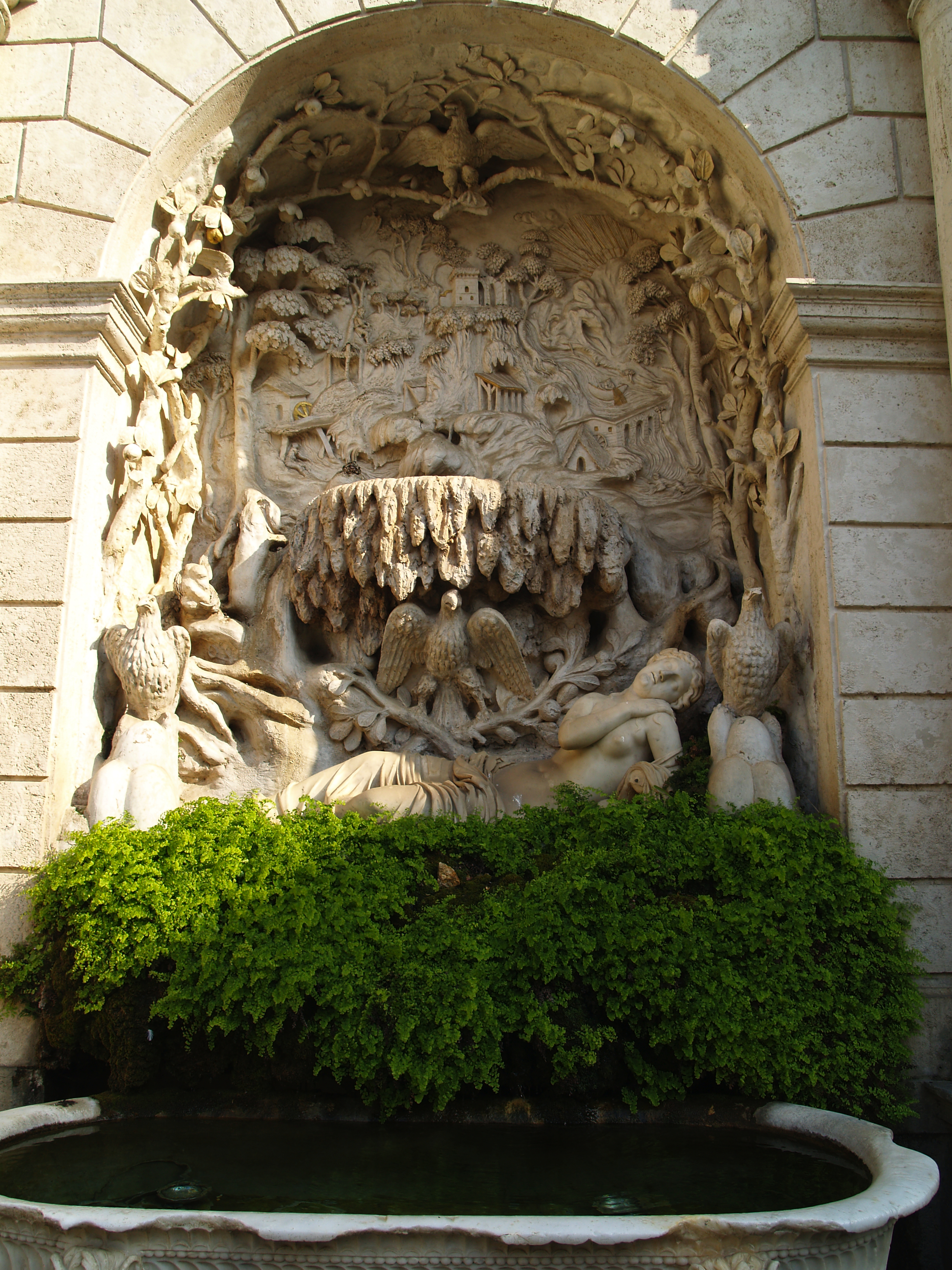
안뜰에 있는 비너스 분수는 원래 모습을 그대로 유지하고 있다.

## 같이 보기
- 빌라 아드리아나
- 이탈리아식 르네상스 정원
- 조경